# Домблін
Домблін (пол. Dąblin, нім. Dombken) — село в Польщі, у гміні Ґневково Іновроцлавського повіту Куявсько-Поморського воєводства.
Населення — 105 осіб (2011).
У 1975-1998 роках село належало до Бидгощського воєводства.

## Демографія
Демографічна структура станом на 31 березня 2011 року:
|          | Загалом | Допрацездатний вік | Працездатний вік | Постпрацездатний вік |
| -------- | ------- | ------------------ | ---------------- | -------------------- |
| Чоловіки | 50      | 10                 | 38               | 2                    |
| Жінки    | 55      | 19                 | 30               | 6                    |
| Разом    | 105     | 29                 | 68               | 8                    |